# Holyhead Mountain
Holyhead Mountain (walisisch: Mynydd Twr) ist ein Berg auf der Holy Island im Norden von Wales. Der Berg nimmt fast die gesamte Nordwestseite der Insel ein und fällt an zwei Seiten direkt in die Irische See ab. Der Berg ist mit 220 m Höhe die höchste Erhebung im County Anglesey und durch seine isolierte Lage ist seine Schartenhöhe genauso hoch, was ihn als Marilyn qualifiziert.

## Geschichte

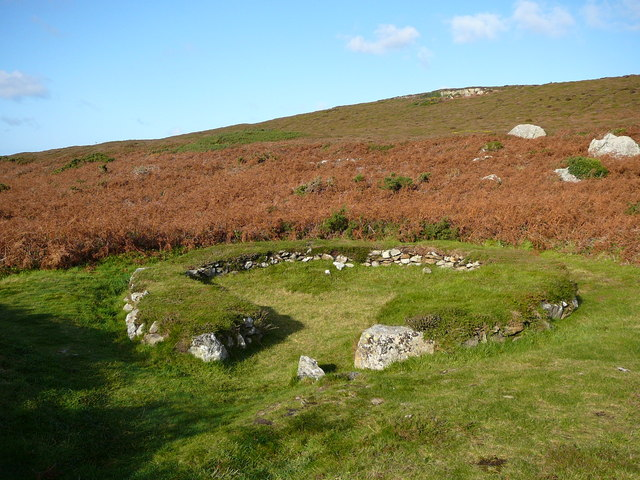
Reste einer Rundhütte auf Holyhead Mountain

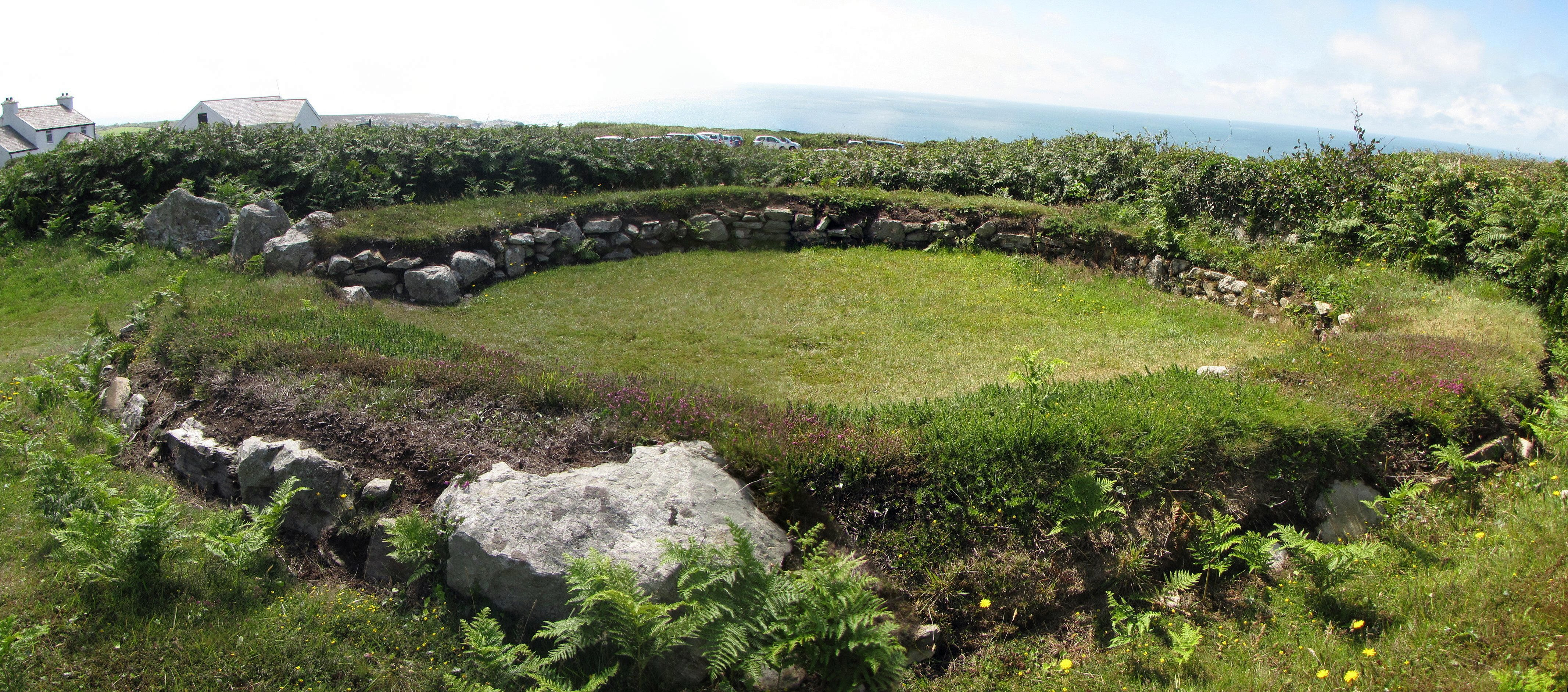
Reste einer Rundhütte auf Holyhead Mountain

Am Fuß des Berges in Richtung der Insel South Stack findet man Überreste einer Siedlung Holyhead-Mountain-Gruppe. Von ursprünglich insgesamt 50 Rundhütten sind noch die Reste von 20 zu erkennen. Archäologische Untersuchungen haben ergeben, dass diese für die Metallverarbeitung genutzt wurden.
Auf dem Gipfel des Berges finden sich die Überreste eines Fort (walisischer Name: Caer y Twr) aus der Eisenzeit. Die Mauern sind bis zu 3,30 m hoch und an der Basis bis zu 4,50 m breit. Die Mauern umschließen einen Innenraum von 7 ha. Am höchsten Punkt innerhalb des Forts finden sich Reste eines Wachturms, der vom 2. bis 4. Jahrhundert von den Römern benutzt wurde. Der Turm konnte optische Signale über eine Kette weiterer Türme bis zum römischen Lager in Chester übermitteln.
Kapitain Hugh Evans richtete 1801 eine optische Telegraphenstation auf dem Berg ein, die Signale, die Schiffe an die Station am North Stack sendeten, an den Hafen von Holyhead weitergeben konnte.
Der Anglesey Coastal Path ein Teil des Wales Coast Path führt am Holyhead Mountain vorbei.